# Maladie
Uzasadnienie: Z hasła nie wynika ency utworu, sugerowana jest integracja z bytem nadrzędnym - książką, w której debiutowała
Maladie – opowiadanie Andrzeja Sapkowskiego. Tematem opowiadania jest wątek miłosny dotyczący drugoplanowych postaci klasycznej opowieści o Tristanie i Izoldzie.

## Historia
Opowiadanie ukazało się w tomie Świat króla Artura. Maladie; w 1995; W 2006 ukazało się w wersji kolekcjonerskiej (wydawnictwo Atropos, z ilustracjami Dagmary Matuszak). W 2012 przedrukowano je w antologii Maladie i inne opowiadania.

## Fabuła
Jest to alternatywne zakończenie historii Tristana i Izoldy ze średniowiecznego romansu. W roli głównego bohatera występuje tu Morhołt z Ulsteru, z którym w oryginalnej wersji legendy walczył w obronie Kornwalii Tristan.
Morhołt spotyka Branwen (służąca Izoldy) i razem docierają do zamku Izoldy o Białych Dłoniach. Tristana trawi gorączka. Wszyscy czekają na statek z Tintagelu. Wkrótce Morhołt i Branwen zakochują się w sobie. Gdy na horyzoncie pojawia się statek, Tristan jest już umierający. Izolda o Białych Dłoniach mówi mu, że żagle są białe, choć tak naprawdę statek jest za daleko, by można było rozpoznać ich kolor. Tristan umiera więc pewien, że Izolda Złotowłosa płynie do niego. Izolda o Białych Dłoniach popełnia samobójstwo. Morholt i Branwen ratują legendę i rozpoczynają ją na nowo swoją miłością.

## Odbiór
Wydanie z 2006 zrecenzował w Nowej Fantastyce (2006/12) Maciej Parowski. Samo Maladie (które zaklasyfikował jako nowelę) ocenił dobrze, pisząc, że w utworze Sapkowski "ukazał twarz erudyty", w udany sposób łącząc kulturę z popkulturą a współczesność z mitem. Skrytykował jednak ilustrację Matuszak, które według niego "są pozbawione wdzięku"; uznał jej postacie za brzydkie, nie spodobał mu się też brak "dużych planów" i dynamicznych scen.
W 2012 zbiór doczekał się krótkiej zapowiedzi w fanzinie Esensja; recenzent uznał, że Maladie to "opowiadanie legendarne".
Później w tym roku zbiór zrecenzował dla portalu Poltergeist (polter.pl) recenzent o pseudonimie Camillo. "Maladie" uznał za poruszające dla niektórych czytelników, ale być może nużące innych nadmiarek "poruszających scen", zauważając też, że Sapkowski wysoko ceni ten utwór, uznając go za swoje ulubione opowiadanie.

## Analiza
Tematem opowiadania jest o wątek miłosny dotyczący drugoplanowych postaci klasycznej opowieści o Tristanie i Izoldzie. Opowiadanie jest przykładem techniki literackiej znanej jako retelling - opowiadanie znanej historii na nowo, w nieco inny sposób.